# Minifalda

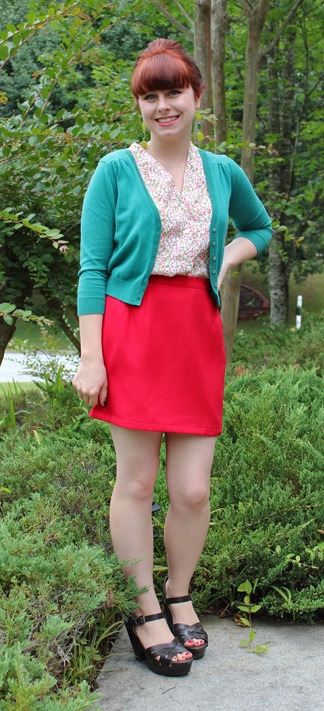
Mujer con minifalda.

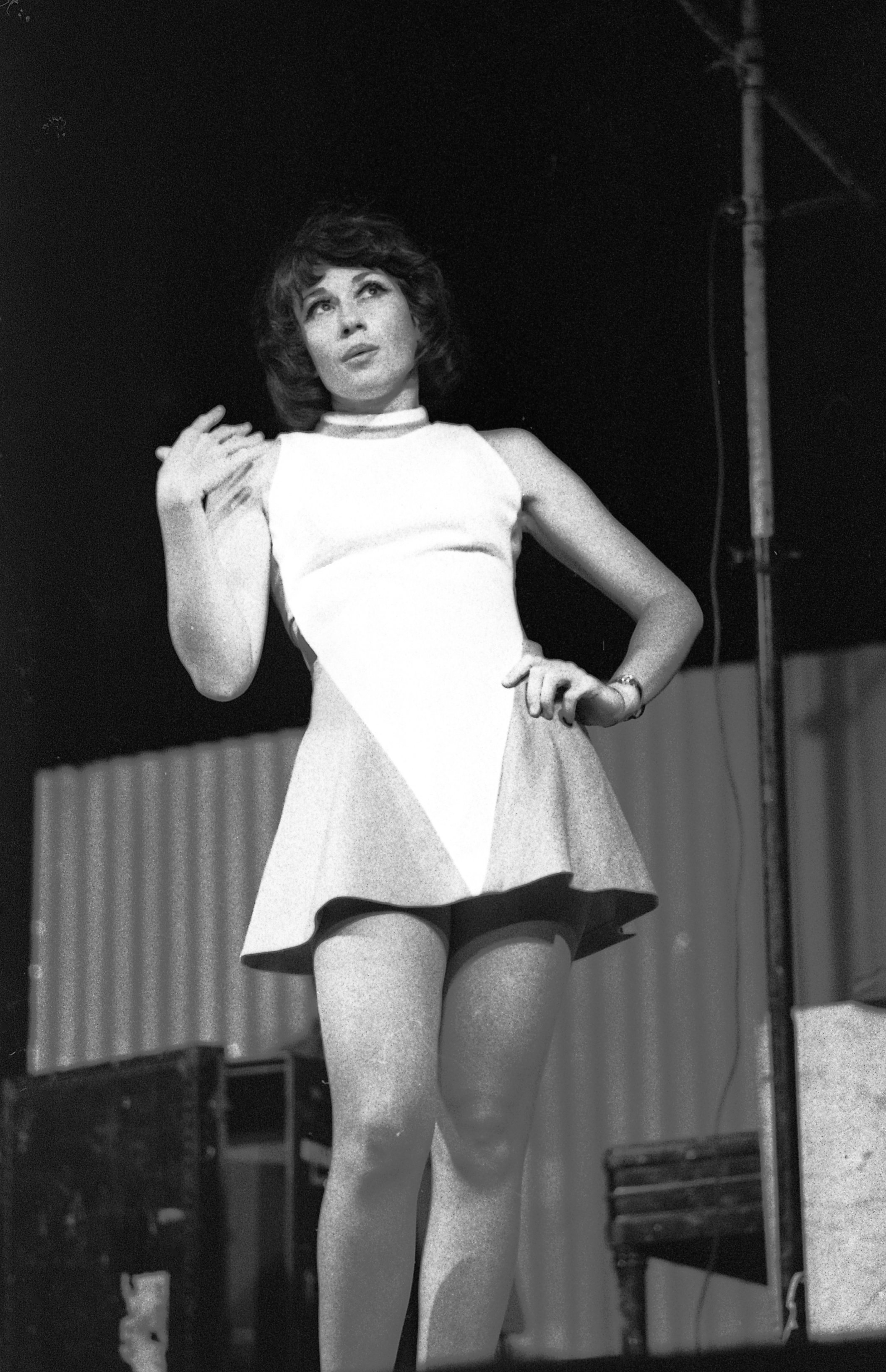
Minifalda, Israel, 1969

Una minifalda es una falda corta que termina por encima de la rodilla  (generalmente 20 cm o más sobre la rodilla).
Coloquialmente, se nombra por su apócope mini. 
Se considera a la británica Mary Quant la inventora de esta prenda revolucionaria, aunque hay quienes dicen que debe compartir el título con el sastre francés André Courrèges. Tal vez se les ocurrió a ambos la misma idea, pero definitivamente fue ella quien la popularizó.

## Origen
Fue creada por la diseñadora de modas británica Mary Quant, quien tuvo como inspiración el automóvil Mini en 1965, a pesar de que el diseñador francés André Courrèges dijo que el inventor de esta prenda había sido él. En sus inicios resultó ser una provocación más que una tendencia. Sin embargo, pronto se convirtió en una moda generalizada. Creada en los 60, se popularizó al aparecer en la revista Vogue. 
No obstante, la propia Mary Quant explicó que ni ella ni Courrèges inventaron nada, puesto que la minifalda la habían creado las chicas comunes y corrientes, quienes a principios de los años sesenta empezaron a usarla en las calles de Londres y París.
Su largo es variable, pero siempre por encima de la rodilla. La verdadera minifalda debe dejar ver al menos la mitad del muslo.

## Biografía de Mary Quant
Mary Quant nació el 11 de febrero de 1934 en Kent (Inglaterra) Reino Unido. Pasó por trece colegios antes de entrar en la Escuela de Arte Goldsmith de Londres, donde supo que lo suyo era la moda y nunca quiso hacer otra cosa que diseñar.
Según ella misma confesó, todo empezó porque tenía que ponerse los vestidos viejos de su prima. Como no le quedaban bien, hacía su propia ropa. Primero modificó el uniforme de su escuela y cada vez cortaba más la falda. Trabajó por poco dinero como costurera en tiendas de alta costura y como diseñadora de sombreros.
Mary conoció al fotógrafo Alexander Plunket Greene, con quien se casó en 1957, dos años después de abrir juntos su primera tienda en la céntrica calle King's Road de la capital inglesa, en sociedad con Archie McNair. Esto fue posible gracias a 10,000 libras esterlinas que Mary heredó y que invirtió íntegramente en el negocio, al que llamaron "Bazaar".

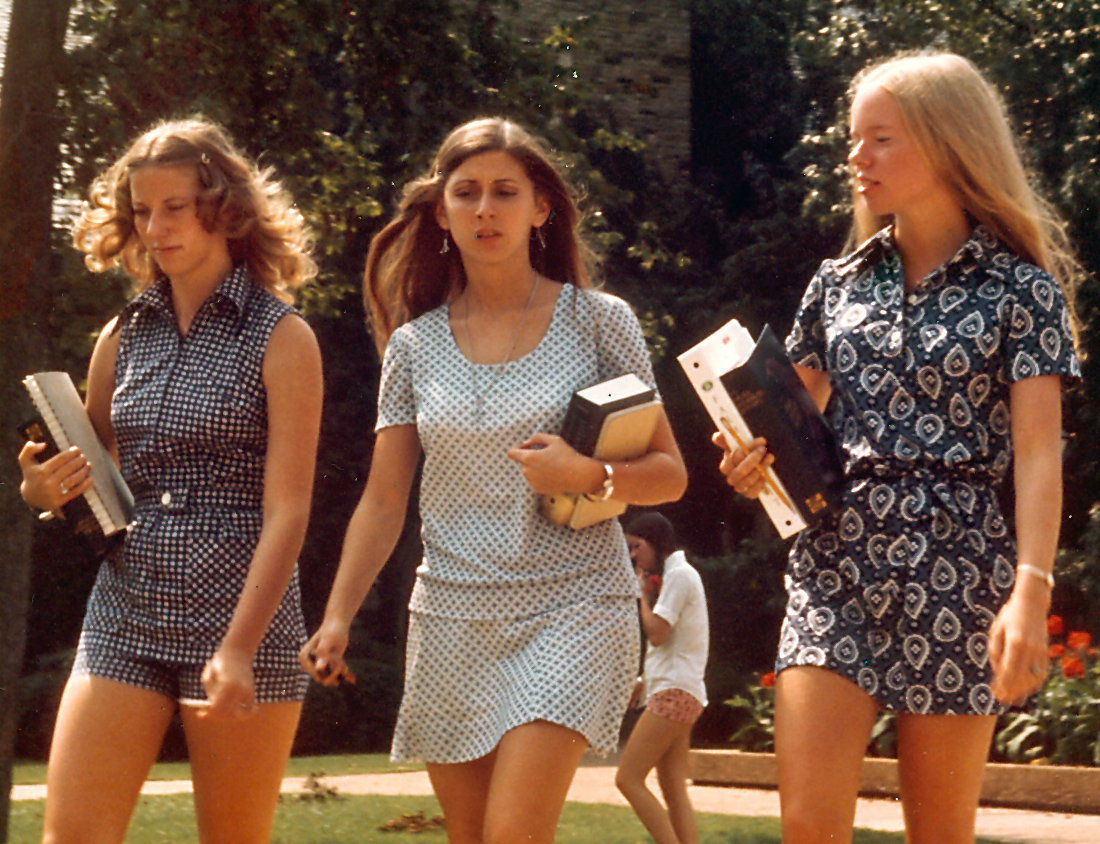
Jóvenes con minifalda (EE. UU., 1973).

Este talentoso trío impuso un nuevo estilo en la venta de ropa para gente joven e hicieron de King's Road una atracción turística mundialmente famosa que todavía se recuerda.
Al principio intentaron vender ropa diseñada por otros, pero fracasó debido a que esos diseñadores no tomaban en cuenta las necesidades de los clientes jóvenes. A Mary no le gustaba el estilo de los cincuenta, le parecía aburrido, anticuado y costoso. Así que, siendo una joven emprendedora, decidió crear sus propios diseños.
Su objetivo era hacer prendas más juveniles, que gustaran a los jóvenes que disfrutaban del rock & roll y comenzaban a rebelarse contra todo lo establecido. Observando en las calles a los jóvenes londinenses, logró obtener la inspiración que necesitaba para crear una moda verdaderamente popular.